# Llista de topònims de Sant Julià de Cerdanyola
Montmajor
Llista de topònims (noms propis de lloc) del municipi de Sant Julià de Cerdanyola, al Berguedà
Informació actualitzada per un bot. Els canvis manuals es perdran quan s'actualitzi!

## abric rocós
| imatge | Nom                  | Ubicat a                 | instància de | Detalls | coordenades                                                         | Protecció | Commons (més fotos) | Dades a WD                    |
| ------ | -------------------- | ------------------------ | ------------ | ------- | ------------------------------------------------------------------- | --------- | ------------------- | ----------------------------- |
|        | Balma de Roca Roja   | Sant Julià de Cerdanyola | abric rocós  |         | 42° 13′ 16″ N, 1° 52′ 50″ E / 42.2212383459115°N,1.88063405027154°E |           |                     | Modifica les dades a Wikidata |
|        | Balma de les Bruixes | Sant Julià de Cerdanyola | abric rocós  |         | 42° 13′ 30″ N, 1° 53′ 15″ E / 42.2248705353962°N,1.88739189627789°E |           |                     | Modifica les dades a Wikidata |
|        | Balma del Rabent     | Sant Julià de Cerdanyola | abric rocós  |         | 42° 13′ 33″ N, 1° 53′ 05″ E / 42.2258710555368°N,1.88469637051111°E |           |                     | Modifica les dades a Wikidata |
|        | el Forat del Puig    | Sant Julià de Cerdanyola | abric rocós  |         | 42° 13′ 14″ N, 1° 53′ 21″ E / 42.220620076917°N,1.88929611118092°E  |           |                     | Modifica les dades a Wikidata |

## església
| imatge | Nom                                  | Ubicat a                 | instància de                 | Detalls                                  | coordenades | Protecció                                  | Commons (més fotos)                  | Dades a WD                    |
| ------ | ------------------------------------ | ------------------------ | ---------------------------- | ---------------------------------------- | --- | ------------------------------------------ | ------------------------------------ | ----------------------------- |
|        | Santa Maria de les Esposes           | Sant Julià de Cerdanyola | església santuari            | Estil: arquitectura popular 1858         | 42° 13′ 36″ N, 1° 53′ 07″ E / 42.226648°N,1.885202°E ca:km 3 de la carretera BV-4021 entre Guardiola de Berguedà i Sant Julià de Cerdanyola | bé integrant del patrimoni cultural català | Santa Maria de les Esposes           | Modifica les dades a Wikidata |
|        | església de Sant Julià de Cerdanyola | Sant Julià de Cerdanyola | església església parroquial | Estil: arquitectura popular 18th century | 42° 13′ 26″ N, 1° 53′ 36″ E / 42.223836°N,1.89337°E ca:Plaça de l'Església                                                                  | bé integrant del patrimoni cultural català | Església de Sant Julià de Cerdanyola | Modifica les dades a Wikidata |

## masia
| imatge | Nom         | Ubicat a                 | instància de | Detalls      | coordenades                                                                                 | Protecció | Commons (més fotos) | Dades a WD                    |
| ------ | ----------- | ------------------------ | ------------ | ------------ | ------------------------------------------------------------------------------------------- | --------- | ------------------- | ----------------------------- |
|        | Cal Moliner | Sant Julià de Cerdanyola | masia        |              | 42° 13′ 31″ N, 1° 53′ 47″ E / 42.2253705520514°N,1.89626513555595°E                         |           |                     | Modifica les dades a Wikidata |
|        | Cal Pagès   | Sant Julià de Cerdanyola | masia        |              | 42° 13′ 19″ N, 1° 53′ 29″ E / 42.2219089522976°N,1.89126065653006°E ca:Cal Xic, nucli urbà  |           |                     | Modifica les dades a Wikidata |
|        | Can Roman   | Sant Julià de Cerdanyola | masia        |              | 42° 13′ 07″ N, 1° 54′ 05″ E / 42.218548040017°N,1.90138789692859°E                          |           |                     | Modifica les dades a Wikidata |
|        | Can Soler   | Sant Julià de Cerdanyola | masia        |              | 42° 13′ 18″ N, 1° 53′ 54″ E / 42.2215625641684°N,1.89830647713445°E                         |           |                     | Modifica les dades a Wikidata |
|        | Cortielles  | Sant Julià de Cerdanyola | masia        |              | 42° 13′ 40″ N, 1° 55′ 51″ E / 42.2276968041309°N,1.93077247574454°E ca:Solana de Cortielles |           |                     | Modifica les dades a Wikidata |
|        | Sobirana    | Sant Julià de Cerdanyola | masia        |              | 42° 13′ 10″ N, 1° 55′ 01″ E / 42.219345994424°N,1.9168897090912°E                           |           |                     | Modifica les dades a Wikidata |
|        | el Castell  | Sant Julià de Cerdanyola | masia        |              | 42° 13′ 21″ N, 1° 53′ 40″ E / 42.2225264110234°N,1.89458197497109°E ca:Les Clotes           |           |                     | Modifica les dades a Wikidata |
|        | el Pla      | Sant Julià de Cerdanyola | masia        | 19th century | 42° 13′ 03″ N, 1° 54′ 44″ E / 42.2175070924929°N,1.91217693723571°E ca:Els Plans            |           |                     | Modifica les dades a Wikidata |
|        | el Pou      | Sant Julià de Cerdanyola | masia        |              | 42° 13′ 10″ N, 1° 54′ 55″ E / 42.2194626682027°N,1.91516031034791°E ca:Escaleta del Pou     |           |                     | Modifica les dades a Wikidata |
|        | la Cortada  | Sant Julià de Cerdanyola | masia        |              | 42° 13′ 20″ N, 1° 53′ 51″ E / 42.2221585419406°N,1.89753276052381°E ca:Devesa de la Pomera  |           |                     | Modifica les dades a Wikidata |
|        | la Pomera   | Sant Julià de Cerdanyola | masia        |              | 42° 13′ 14″ N, 1° 54′ 03″ E / 42.2205326151229°N,1.90078401898218°E ca:Devesa de la Pomera  |           |                     | Modifica les dades a Wikidata |
|        | la Quadra   | Sant Julià de Cerdanyola | masia        |              | 42° 12′ 47″ N, 1° 55′ 10″ E / 42.213065603227°N,1.9194200144579°E ca:El Boixegar            |           |                     | Modifica les dades a Wikidata |

## muntanya
| imatge | Nom                | Ubicat a                                                          | instància de | Detalls | coordenades                                                       | Protecció | Commons (més fotos) | Dades a WD                    |
| ------ | ------------------ | ----------------------------------------------------------------- | ------------ | ------- | ----------------------------------------------------------------- | --------- | ------------------- | ----------------------------- |
|        | Cap dels Banyadors | Sant Julià de Cerdanyola                                          | muntanya     |         | 42° 13′ 35″ N, 1° 54′ 45″ E / 42.2263°N,1.91255°E 1428.9 msnm     |           |                     | Modifica les dades a Wikidata |
|        | Cingle de la Rota  | Sant Julià de Cerdanyola la Nou de Berguedà Guardiola de Berguedà | muntanya     |         | 42° 12′ 35″ N, 1° 53′ 13″ E / 42.209722222222°N,1.8869444444444°E |           |                     | Modifica les dades a Wikidata |
|        | Roc Gros           | Sant Julià de Cerdanyola                                          | muntanya     |         | 42° 13′ 41″ N, 1° 53′ 15″ E / 42.228113°N,1.887462°E              |           |                     | Modifica les dades a Wikidata |
|        | Roca Roja          | Sant Julià de Cerdanyola                                          | muntanya     |         | 42° 13′ 21″ N, 1° 52′ 47″ E / 42.2226°N,1.8798°E 1051.8 msnm      |           |                     | Modifica les dades a Wikidata |
|        | el Puig            | Sant Julià de Cerdanyola                                          | muntanya     |         | 42° 13′ 07″ N, 1° 53′ 19″ E / 42.2185°N,1.88857°E 1102.1 msnm     |           |                     | Modifica les dades a Wikidata |
|        | l'Artigassa        | Sant Julià de Cerdanyola                                          | muntanya     |         | 42° 13′ 28″ N, 1° 55′ 37″ E / 42.22435°N,1.92706667°E 1324.1 msnm |           |                     | Modifica les dades a Wikidata |

## pont
| imatge | Nom                          | Ubicat a                 | instància de | Detalls                       | coordenades                                                                    | Protecció | Commons (més fotos) | Dades a WD                    |
| ------ | ---------------------------- | ------------------------ | ------------ | ----------------------------- | ------------------------------------------------------------------------------ | --------- | ------------------- | ----------------------------- |
|        | Pont de la Torrentera        | Sant Julià de Cerdanyola | pont         | Estat: bon estat              | 42° 13′ 38″ N, 1° 52′ 54″ E / 42.22716°N,1.88178°E ca:Camí de l'Esquerrà       |           |                     | Modifica les dades a Wikidata |
|        | Pont de la mina del Torrentí | Sant Julià de Cerdanyola | pont         | Estat: malmès                 | 42° 13′ 28″ N, 1° 53′ 43″ E / 42.22433°N,1.89529°E ca:La Guingueta             |           |                     | Modifica les dades a Wikidata |
|        | Pont del Molí                | Sant Julià de Cerdanyola | pont         | 20th century Estat: bon estat | 42° 13′ 25″ N, 1° 53′ 39″ E / 42.22357°N,1.89404°E ca:Sany Julià de Cerdanyola |           |                     | Modifica les dades a Wikidata |

## serra
| imatge | Nom                 | Ubicat a | instància de                                        | Detalls                                   | coordenades                                                           | Protecció | Commons (més fotos) | Dades a WD                    |
| ------ | ------------------- | --- | --------------------------------------------------- | ----------------------------------------- | --------------------------------------------------------------------- | --------- | ------------------- | ----------------------------- |
|        | els Serrats         | Sant Julià de Cerdanyola | serra                                               |                                           | 42° 12′ 40″ N, 1° 54′ 16″ E / 42.21122222°N,1.90433333°E 1266.6 msnm  |           |                     | Modifica les dades a Wikidata |
|        | l'Enzinet           | Guardiola de Berguedà Sant Julià de Cerdanyola | serra                                               |                                           | 42° 13′ 49″ N, 1° 54′ 10″ E / 42.2302°N,1.90275°E 1282.7 msnm         |           |                     | Modifica les dades a Wikidata |
|        | serra del Candara   | Sant Julià de Cerdanyola | serra                                               |                                           | 42° 13′ 44″ N, 1° 53′ 37″ E / 42.22896224009497°N,1.893575191497803°E |           |                     | Modifica les dades a Wikidata |
|        | serra del Catllaràs | Guardiola de Berguedà Sant Julià de Cerdanyola la Pobla de Lillet Sant Jaume de Frontanyà Castell de l'Areny Vilada la Nou de Berguedà les Llosses | serra àrea protegida Pla d'Espais d'Interès Natural | 1992 Llarg: 13km Superfície: 6154.53213ha | 42° 12′ 33″ N, 1° 57′ 12″ E / 42.20904444°N,1.95336389°E 1779 msnm    |           | Serra del Catllaràs | Modifica les dades a Wikidata |

## Misc
| imatge | Nom                                           | Ubicat a                                                                          | instància de                                   | Detalls                                                   | coordenades                                                                                               | Protecció | Commons (més fotos) | Dades a WD                    |
| ------ | --------------------------------------------- | --------------------------------------------------------------------------------- | ---------------------------------------------- | --------------------------------------------------------- | --- | --------- | ------------------- | ----------------------------- |
|        | Forat dels Moros                              | Sant Julià de Cerdanyola                                                          | cova                                           |                                                           | 42° 13′ 13″ N, 1° 52′ 51″ E / 42.2202235452544°N,1.88093065254251°E                                       |           |                     | Modifica les dades a Wikidata |
|        | Llobregat                                     | Catalunya província de Barcelona Catalunya Central Àmbit Metropolità de Barcelona | riu                                            | Desemboca: mar Mediterrània Llarg: 175km Conca: 4948.3km² | 42° 16′ 57″ N, 2° 00′ 46″ E / 42.282412°N,2.012826°E 41° 18′ 08″ N, 2° 07′ 55″ E / 41.302248°N,2.131948°E |           | Llobregat           | Modifica les dades a Wikidata |
|        | Sant Julià de Cerdanyola                      | Sant Julià de Cerdanyola                                                          | entitat singular de població capital municipal | 231 hab                                                   | 42° 13′ 25″ N, 1° 53′ 35″ E / 42.2235°N,1.89308°E 965 msnm                                                |           |                     | Modifica les dades a Wikidata |
|        | casa consistorial de Sant Julià de Cerdanyola | Sant Julià de Cerdanyola                                                          | casa consistorial                              |                                                           | 42° 13′ 20″ N, 1° 53′ 34″ E / 42.222298158030945°N,1.8928446624040804°E                                   |           |                     | Modifica les dades a Wikidata |
|        | corral de la Cortada                          | Sant Julià de Cerdanyola                                                          | cabana                                         |                                                           | 42° 12′ 49″ N, 1° 54′ 41″ E / 42.2137178779571°N,1.91147871850031°E ca:Els Plans                          |           |                     | Modifica les dades a Wikidata |